# Antenimbe
Antenimbe est une commune urbaine malgache, située dans la partie sud de la région d'Itasy.